# 1115
Cette page concerne l'année 1115  du calendrier julien. Pour l'année 1115 av. J.-C., voir 1115 av. J.-C.
L'année 1115 est une année commune qui commence un vendredi.

## Événements
- 28 janvier : fondation de la dynastie Jin[1]. Les Jurchen de Mandchourie envahissent la Chine du Nord. Ils battent les Khitans en 1114 et leur chef Agouda se proclame empereur[2]. Il établit sa capitale à Huining Fu en 1122[3].

- Printemps : le nouvel atabeg de Mossoul Aq Sonqor Bursuqî, à la tête de troupes Saljûqides irakiennes, s’oppose à une coalition de Syriens (Alep, Damas) et de Francs (Antioche, Jérusalem, Tripoli)[4].

- 14 septembre : bataille de Sarmin. L’armée de Bursuqî est détruite dans une embuscade à Tell Danîth par Roger d’Antioche[5].

### Europe
- 6 février : prise de Majorque par Raimond-Bérenger III de Barcelone[6].

- 11 février : l’empereur Henri V est vaincu par les princes saxons révoltés à la bataille de Welfesholz[7].

- Entre le 25 et le 30 mars (date probable)[8] : Louis VI le Gros épouse Adélaïde de Savoie. Le roi mène ensuite, pendant le carême, une campagne contre Thomas de Marle, frappé d’anathème pour pillage d’églises par les conciles de Beauvais (6 décembre 1114) et de Soissons (4 janvier) et lui prend les forteresses de Crécy et de Nouvion [9].

- 12 avril, Amiens : début du siège de la tour du Castillon par Louis VI. Le roi est blessé lors du premier assaut[8].

- 2 mai : transfert des reliques des saints Boris et Gleb dans la nouvelle collégiale de Vychgorod, près de Kiev, en Russie[10].

- 25 juin : Bernard de Clairvaux fonde l’abbaye de Clairvaux (fille de Cîteaux), au nord de Dijon, dans l’Aube et en devient le premier abbé[11]. Sous sa direction, l’abbaye se développe considérablement à partir de 1120 et devient l’abbaye la plus éminente de l’ordre cistercien, essaimant elle-même rapidement en cent soixante monastères. La rumeur selon laquelle il aurait accompli de nombreux miracles et les sermons éloquents de Bernard attirent de nombreux pèlerins.

- 24 juillet : mort de la comtesse Mathilde de Toscane[12], dernière héritière des comtes de Lucques (maison Canossa). Les empereurs germaniques s’opposent à la cession de la Toscane au Saint-Siège[13]. Florence, Lucques, Pise et Pistoia deviennent villes libres.

- 1er novembre : Henri V convoque une diète d’Empire à Mayence pour régler la crise avec les princes saxons. Les habitants de la ville prennent les armes pour lui arracher la liberté de leur évêque Adalbert[14].

- 26 décembre : Adalbert Ier de Sarrebruck, archevêque de Mayence depuis 1111, reçoit la consécration épiscopale.

- Frédéric Le Borgne fait construire une forteresse autour de laquelle se développera Haguenau[15].
- L’autonomie de Vicence est attestée par un traité signé avec Padoue. Un consulat est mentionné en 1122. La ville est contrôlée par Padoue en 1266 puis soumise à Vérone en 1311[16].